# Kerékpározás a 2011. évi nyári európai ifjúsági olimpiai fesztiválon
A 2011. évi nyári európai ifjúsági olimpiai fesztiválon az országúti kerékpározás versenyszámait Trabzonban rendezték. A férfiak 3 számban versenyeztek.

## Összesített éremtáblázat
| A 2011. évi nyári európai ifjúsági olimpiai fesztivál összesített éremtáblázata országúti kerékpározásban | A 2011. évi nyári európai ifjúsági olimpiai fesztivál összesített éremtáblázata országúti kerékpározásban | A 2011. évi nyári európai ifjúsági olimpiai fesztivál összesített éremtáblázata országúti kerékpározásban | A 2011. évi nyári európai ifjúsági olimpiai fesztivál összesített éremtáblázata országúti kerékpározásban | A 2011. évi nyári európai ifjúsági olimpiai fesztivál összesített éremtáblázata országúti kerékpározásban | Olimpia  |
| --- | --- | --- | --- | --- | -------- |
| | Ország | Arany | Ezüst | Bronz | Összesen |
| 1. | Lengyelország                                                                                             | 1 | 1 | 0 | 2        |
| 2. | Dánia | 1 | 0 | 0 | 1        |
| | Szlovénia                                                                                                 | 1 | 0 | 0 | 1        |
| 4. | Ausztria                                                                                                  | 0 | 1 | 0 | 1        |
| | Belgium                                                                                                   | 0 | 1 | 0 | 1        |
| 6. | Németország                                                                                               | 0 | 0 | 1 | 1        |
| | Olaszország                                                                                               | 0 | 0 | 1 | 1        |
| | Szlovákia                                                                                                 | 0 | 0 | 1 | 1        |
| | | | | |          |
| Összesen                                                                                                  | Összesen                                                                                                  | 3 | 3 | 3 | 9        |

## Férfi
| A 2011. évi nyári európai ifjúsági olimpiai fesztivál érmesei férfi országúti kerékpározásban |                                         |                                            |                                           |
| Versenyszám                                                                                   | Arany                                   | Ezüst                                      | Bronz                                     |
| Férfi egyéni mezőnyverseny 70.8 km                                                            | Szlovénia Ziga Rucigaj · 1:47:10        | Lengyelország Adam Trudzinski · 1:47:11    | Olaszország Niccolo Pacinotti · 1:48:06   |
| Férfi egyéni időfutam 9 km                                                                    | Dánia Mathias Krigbaum · 12:40.25       | Belgium Dries Verstrepen · 13:02.44        | Szlovákia David Zverko · 13:03.93         |
| Kritériumverseny                                                                              | Lengyelország Tobiasz Jan Lis · 0:52:23 | Ausztria Alexander Wachter · Azonos idővel | Németország Leon R. Rohde · Azonos idővel |